# South Preston Without
South Preston Without var en civil parish från 1897 till 1935 då den blev en del av Faversham, Sheldwich och Ospringe, i grevskapet Kent, i England. Civil parish var belägen 13 km från Canterbury och hade 352 invånare år 1931.